# Karancsalja
Karancsalja es un pueblo ubicado en el condado de Nógrád, Hungría.

## Superficie
Posee una superficie de 12,54 kilómetros cuadrados.

## Demografía
Hasta 2021 la población era de 1489 habitantes, con una densidad de población de 118,74 habitantes por kilómetro cuadrado.